# Navásana

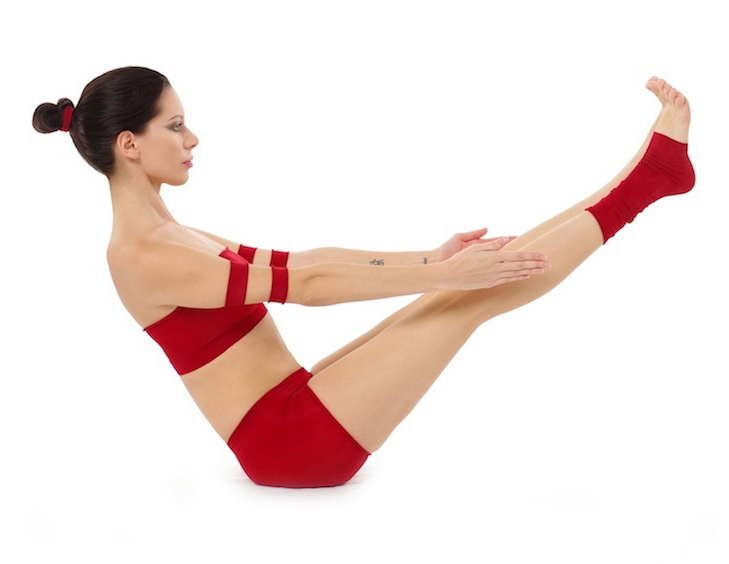
Paripurna Navasana

Naukasana ("loďka") je sedící ásana. Její variace zahrnují Paripurna Navasana ( paripūrṇanāvāsana "Celá loďka"), Ardha Navāsana ("Polovina loďky"), a ekapadanavasana ("Jednonohá loďka").

## Etymologie
Název pochází ze sanskrtského slova nava "loď" a asana (आसन), což znamená "držení těla" nebo "sídlo". Tělo by mělo připomínat loďku, zcela vyvážené na hýždích.

## Popis
Tělo přichází do tvaru V, vyvažování je zcela na hýždích. V různých variantách a tradicích, ruce, nohy i trup mohou mít různé pozice. V Paripurna Navasána nohy i záda jsou zvednuty vysoko a paže rozšířené vpřed a rovnoběžné k zemi. V Arda Navasána ruce spojené za krkem a záda i ramena   jsou blíže k zemi.
Pozice se začíná sedem podlaze. Pokrčí se nohy v kolenou, chodidla se položí na zem, a  dlaně spočinou zezadu na  stehnech. Zvednutí nohou vede ke změně rovnováhy, která se koriguje sedacími kostmi, nikoliv kostrčí.  Dojde k prodloužení páteře a zvednutí hrudníku.

## Výhody
Ásana posiluje břišní svaly, nohy a dolní části zad. Paripurna Navasána zmírňuje  stres, zlepšuje trávení a pomáhá  spodním břišním orgánům: ledvinám, střevům a prostatě u mužů. Může také stimulovat štítnou žlázu.Pozice pomáhá zlepšit koncentraci a uvolňuje mysl, Posiluje sílu vůle, odhodlání a sebeovládání. Ardha Navasána působí na horní břišní orgány: slinivku, žlučník, slezinu a játra.